# Блајд (Калифорнија)
Блајд (енгл. Blythe) град је у америчкој савезној држави Калифорнија. По попису становништва из 2010. у њему је живело 20.817 становника.

## Демографија
Према попису становништва из 2010. у граду је живело 20.817 становника, што је 8.662 (71,3%) становника више него 2000. године.
| Група             | 2000.         | 2010.          |
| Белци             | 5.105 (42,0%) | 5.894 (28,3%)  |
| Афроамериканци    | 1.014 (8,3%)  | 3.126 (15,0%)  |
| Азијати           | 168 (1,4%)    | 319 (1,5%)     |
| Хиспаноамериканци | 5.571 (45,8%) | 11.068 (53,2%) |
| Укупно            | 12.155        | 20.817         |